# براتلبورو (فيرمونت)
براتلبورو (بالإنجليزية: Brattleboro, Vermont)‏ هي بلدة تقع بولاية فيرمونت في الولايات المتحدة. تبلغ مساحتها 84 (كم²)، وترتفع عن سطح البحر 193 م، بلغ عدد سكانها 12046 نسمة في عام 2010 حسب إحصاء مكتب تعداد الولايات المتحدة وتصل الكثافة السكانية فيها 144.9 نسمة/كم2.

## المناخ
يظهر الجدول التالي التغييرات المناخية على مدار السنة لبراتلبورو:
| البيانات المناخية لـبراتلبورو     | البيانات المناخية لـبراتلبورو | البيانات المناخية لـبراتلبورو | البيانات المناخية لـبراتلبورو | البيانات المناخية لـبراتلبورو | البيانات المناخية لـبراتلبورو | البيانات المناخية لـبراتلبورو | البيانات المناخية لـبراتلبورو | البيانات المناخية لـبراتلبورو | البيانات المناخية لـبراتلبورو | البيانات المناخية لـبراتلبورو | البيانات المناخية لـبراتلبورو | البيانات المناخية لـبراتلبورو | البيانات المناخية لـبراتلبورو |
| الشهر                             | يناير                         | فبراير                        | مارس                          | أبريل                         | مايو                          | يونيو                         | يوليو                         | أغسطس                         | سبتمبر                        | أكتوبر                        | نوفمبر                        | ديسمبر                        | المعدل السنوي                 |
| --------------------------------- | ----------------------------- | ----------------------------- | ----------------------------- | ----------------------------- | ----------------------------- | ----------------------------- | ----------------------------- | ----------------------------- | ----------------------------- | ----------------------------- | ----------------------------- | ----------------------------- | ----------------------------- |
| الدرجة القصوى °ف (°م)             | 62 (17)                       | 65 (18)                       | 83 (28)                       | 97 (36)                       | 95 (35)                       | 100 (38)                      | 99 (37)                       | 100 (38)                      | 100 (38)                      | 91 (33)                       | 78 (26)                       | 68 (20)                       | 100 (38)                      |
| متوسط درجة الحرارة الكبرى °ف (°م) | 32 (0)                        | 36 (2)                        | 45 (7)                        | 57 (14)                       | 70 (21)                       | 79 (26)                       | 84 (29)                       | 82 (28)                       | 73 (23)                       | 62 (17)                       | 49 (9)                        | 36 (2)                        | 59 (15)                       |
| متوسط درجة الحرارة الصغرى °ف (°م) | 11 (−12)                      | 13 (−11)                      | 24 (−4)                       | 34 (1)                        | 45 (7)                        | 54 (12)                       | 59 (15)                       | 57 (14)                       | 49 (9)                        | 37 (3)                        | 29 (−2)                       | 18 (−8)                       | 36 (2)                        |
| أدنى درجة حرارة °ف (°م)           | −30 (−34)                     | −33 (−36)                     | −19 (−28)                     | 5 (−15)                       | 22 (−6)                       | 31 (−1)                       | 39 (4)                        | 36 (2)                        | 24 (−4)                       | 10 (−12)                      | −16 (−27)                     | −24 (−31)                     | −33 (−36)                     |
| الهطول إنش (مم)                   | 3.92 (100)                    | 3.15 (80)                     | 3.94 (100)                    | 3.97 (101)                    | 4.32 (110)                    | 4.07 (103)                    | 3.87 (98)                     | 4.20 (107)                    | 3.78 (96)                     | 4.03 (102)                    | 4.13 (105)                    | 3.69 (94)                     | 47.07 (1٬196)                 |
| المصدر: The Weather Channel       |                               |                               |                               |                               |                               |                               |                               |                               |                               |                               |                               |                               |                               |

## أعلام
- جوجو
- بيل كوش
- بينغ راسيل
- جون بيل يونغ
- جون إتش برودي
- سول بيلو
- جودي ويليامز
- إلي كالبرتسون
- ريتشارد موريس هنت
- رويال تايلر
- فرانك أوكونور

## وصلات خارجية
- brattleboro.org
- The US50 - Cities and Towns in Vermont State
- Vermont Cities and Towns, Facts, Map, Flag, Colleges, Government, and More